# Саарела, Саара
Саара Элииса Саарела (фин. Saara Saarela; род. 18 февраля 1971 года, Хельсинки) - финский кинорежиссер. Сняла такие фильмы как Kuningas Hindas (2000), Ни вздоха, ни смеха (2002), Запутанные корни (2009), Венецианка (2010), а также сериал Ночная смена (2005).

## Биография
Саара окончила франко-финскую школу в Хельсинки в 1990 году. После школы училась в Парижском университете. В 1996 году получила степень магистра искусств. Её магистерская диссертация, короткометражный фильм Laukaus получил первый приз на Кинофестивале в Тампере. После этого Саарела изучала режиссуру кино на факультете кинематографии в Высшей школе искусств, дизайна и архитектуры Университета Аалто (окончила в 2008).
В 2016–2018 была председателем Финской ассоциации кинорежиссеров (Suomen Elokuvaohjaajaliitto). Весной 2018 года Саарела стала профессором режиссуры кино в Университете Аалто.
В конце лета 2020 года начались съемки последнего фильма Саары Саарела Veden vartija с бюджетом в 3,5 миллиона евро. Фильм основан на романе Эмми Итяранта Memory of Water. Фильм, премьера которого состоится в 2021 году, будет сниматься в Эстонии, Германии и Норвегии.